# Monsieur (album)
Pour les articles homonymes, voir Monsieur (homonymie).
Albums de Franglish
Vibe
(2021)
Monsieur est le premier album de Franglish sorti le 5 avril 2019. 
Une première réédition de l'album sort le 6 décembre 2019 avec 8 nouveaux titres. Une deuxième réédition de l'album sort le 12 juin 2020 avec 7 nouveaux titres.

## Liste des pistes
| 1.  | Intro                           | Franglish               | 1slike, Mike BGRZ      | 2:16 |
| 2.  | Donna Imma                      | Franglish               | MKL                    | 3:38 |
| 3.  | Comme tu es                     | Franglish               | DJ Erise, Léo Brousset | 2:41 |
| 4.  | Plus rien (avec KeBlack)        | Franglish, KeBlack      | Shiruken Music         | 3:46 |
| 5.  | Bombarder                       | Franglish               | DSK                    | 2:50 |
| 6.  | Ça sert à rien                  | Franglish               | MKL                    | 3:16 |
| 7.  | Déçu (avec Soolking)            | Franglish, Soolking     | MKL                    | 3:35 |
| 8.  | Maria                           | Franglish               | MKL                    | 3:34 |
| 9.  | Comme ça (avec Dadju)           | Franglish, Dadju        | Blackstarz             | 3:20 |
| 10. | Ensemble                        | Franglish               | DJ Erise, Léo Brousset | 3:11 |
| 11. | Mama                            | Franglish               | MKL                    | 3:28 |
| 12. | Vida Loca                       | Franglish               | MKL                    | 2:24 |
| 13. | Petit diamant (avec Baby Glish) | Franglish, Baby Glish   | MKL                    | 3:27 |
| 14. | OK                              | Franglish               | MKL                    | 2:31 |
| 15. | Warriors (avec Abou Debeing)    | Franglish, Abou Debeing | MKL                    | 2:26 |
| 16. | Vargas (avec Alonzo)            | Franglish, Alonzo       | MKL                    | 3:20 |
| 17. | Oui ça va (avec Vitaa)          | Franglish, Vitaa        | MKL                    | 3:23 |
| 18. | Pourquoi                        | Franglish               | DSK                    | 3:38 |
| 19. | Fierté                          | Franglish               | DSK                    | 3:16 |
| 20. | Fais-moi confiance              | Franglish               | MKL                    | 3:36 |
| 21. | Bonheur malheur                 | Franglish               | MKL                    | 3:18 |

### Rééditions
| 22. | Fatigué        | Franglish | Kamal A La Prod | 3:00 |
| 23. | Cadeau         | Franglish | StillNaS        | 3:34 |
| 24. | À cause de toi | Franglish | Unleaded        | 3:14 |
| 25. | Mala           | Franglish | StillNaS        | 2:31 |
| 26. | Angela         | Franglish | MKL             | 3:18 |
| 27. | Doucement      | Franglish | Nyadjiko        | 2:43 |
| 28. | Futur BB       | Franglish | StillNaS, Washy | 2:52 |
| 29. | Zone           | Franglish | Randy           | 2:54 |

| 30. | Bibi                          | Franglish                | StillNaS      | 2:59 |
| 31. | Biberon (avec Leto & Tiakola) | Franglish, Leto, Tiakola | Takeshi-San   | 3:24 |
| 32. | Bando (avec Abou Debeing)     | Franglish, Abou Debeing  | Corlean Jones | 3:36 |
| 33. | Allo                          | Franglish                | Randy         | 3:21 |
| 34. | Mauvais garçon                | Franglish                | StillNaS      | 3:27 |
| 35. | My Salsa (avec Tory Lanez)    | Franglish, Tory Lanez    | Nyadjiko      | 3:29 |
| 36. | Ex                            | Franglish                | StillNaS      | 3:11 |

## Clips vidéos
- Plus rien (avec KeBlack) : 17 août 2018
- Vargas (avec Alonzo) : 9 novembre 2018
- Oui ça va (avec Vitaa) : 18 janvier 2019
- Bombarder : 8 mars 2019
- Mama : 5 avril 2019
- Donna Imma : 28 juin 2019
- Petit diamant (avec Baby Glish) : 18 octobre 2019
- Déçu (avec Soolking) : 25 novembre 2019
- Comme ça (avec Dadju) : 27 décembre 2019
- À cause de toi : 22 janvier 2020
- Biberon (avec Leto & Tiakola) : 29 mai 2020
- My Salsa (avec Tory Lanez) : 12 août 2020
- Ex : 2 octobre 2020

## Titres certifiés en France
- My Salsa (avec Tory Lanez)  Diamant[3]
- Ensemble  Or[4]
- Donna Imma  Or[5]
- Ex  Or[6]

## Certifications et classements

### Classements hebdomadaires
| Classements (2019-2022)      | Meilleure position |
| ---------------------------- | ------------------ |
| France (SNEP)                | 16                 |
| Belgique (Wallonie Ultratop) | 57                 |
| Suisse (Schweizer Hitparade) | 99                 |
| Suisse (Charts Romandie)     | 45                 |

### Certifications et ventes
| Région        | Certification | Ventes/Streams |
| ------------- | ------------- | -------------- |
| France (SNEP) | Platine       | 100 000        |